# Citrullus colocynthis
La coloquintide (Citrullus colocynthis (L.) Schrad.) è una pianta erbacea, perenne, appartenente alla famiglia delle Cucurbitacee.

## Distribuzione e habitat
Originaria delle regioni calde del bacino del Mediterraneo e dell'Africa; in Italia cresce spontanea a Pantelleria e nelle Isole Eolie. Cresce in terreni sabbiosi e aridi.

## Morfologia
Assomiglia in tutte le sue parti ad un cocomero in miniatura.

### Portamento
Ha fusti striscianti, lunghi circa mezzo metro, più o meno ramificati, muniti di cirri. La radice è fittonante, grossa e carnosa. Tutta la pianta risulta pelosa e ruvida.

### Foglie
Le foglie sono palmatopartite, scabre, con 3-5 profonde divisioni lobate. I lobi possono essere laciniati o dentati con base cordata o reniforme.

### Fiori
I fiori sono monoici, ascellari, solitari, portati da brevi peduncoli di colore giallo-verdastri con corolla subcampanulata. I maschili hanno calice più breve della corolla, ispidi, divisi fino a metà in lobi lesiniformi ricurvi all'apice, hanno 5 stami di cui 4 saldati a coppie e 1 singolo, con antera ad una sola loggia, sinuosa. I femminili, hanno 3 staminoidi, e l'ovario infero formato da tre carpelli.

### Frutti
Il frutto è sferico, grosso da 5 a 10 cm di diametro, generalmente 6–8 cm, rivestito allo stadio immaturo dal calice ispido permanente, poi nudo e glabro con epicarpo coriaceo, liscio di colore giallo leggermente marmoreggiato a maturità. In sezione trasversale, si può notare il mesocarpo pieno di una polpa asciutta, quasi spugnosa di colore biancastro. La divisione dei 3 carpelli è evidente ogni carpello ha una serie di 6 semi.

### Semi
I semi sono lunghi 5 mm e larghi 3, grossi meno di 2 mm grigi o grio-giallicci non marginati.

## Storia
Questa pianta conosciuta dagli egizi, veniva menzionata già nel 1500 a.C. il suo utilizzo era prevalentemente come purgante drastico. Il suo utilizzo è declinato nella farmacopea fin dalla metà del diciannovesimo secolo a causa della associazione a casi di intossicazione e ad alcune morti sospette.

## Principi attivi
Contiene glucosili amari quali colocintina, colocintidina, inoltre un alcol il citrullolo. Nelle resine è stato rinvenuto un alcaloide alfa-elaterina .

## Usi
Veniva utilizzata in fitoterapia, con proprietà purganti drastiche, come emagogo e abortivo. È una pianta velenosa con esiti anche mortali, in persone sensibili i principi tossici possono essere assimilati anche per via respiratoria causando lievi intossicazioni che possono essere trasmessi dalle nutrici ai propri lattanti tramite latte materno. L'intossicazione causa nausea, vomito, intensa gastroenterite con forti dolori colici, con scariche sanguigne e dolorose, anuria, crampi, convulsioni e poi morte. In Libia e nella zona del Sahara per problemi di costipazione ostinata si usava scavare il frutto asportandone buona parte della polpa, riempirlo di latte e lasciato riposare una notte veniva bevuto al mattino accompagnato da olio d'oliva, questo rimedio è di azione sicura. Inoltre il succo riscaldato veniva impiegato per curare la rogna dei cammelli.

## Raccolta
Veniva raccolto il frutto maturo e veniva subito liberato dell'epicarpo. Poi veniva fatto essiccare, finché il suo colore non diveniva bianco, più spugnoso e leggero. L'essiccazione forma al suo interno una vasta cavità a forma di stella a tre punte data dal retrarsi dei carpelli.